# Happy New Year (2011)
Happy New Year (Originaltitel: New Year’s Eve) ist eine US-amerikanische Liebeskomödie, die am 8. Dezember 2011 Premiere in Deutschland hatte. Regie führte Garry Marshall, das Drehbuch schrieb Katherine Fugate.

## Handlung
Der Episodenfilm handelt von Menschen, die den Silvesterabend in New York verleben und unterschiedliche Verbindungen zueinander haben.
Claire organisiert den alljährlichen Balldrop am Times Square, der den Countdown zum Jahreswechsel einleiten soll. Dabei erhält sie Unterstützung vom Polizisten Brendan. Als kurz vor Mitternacht der Times Square Ball nicht mehr zu funktionieren droht, muss sie den langjährigen Chef-Techniker Kominsky zurückholen. Diesen hatte sie selbst einige Wochen zuvor gefeuert. Nach erfolgreicher Reparatur gibt Claire Kominsky seine Stelle als Chef-Techniker zurück.
Auf der Silvesterfeier eines Plattenlabels, die durch die Köchin Laura ausgerichtet wird, tritt auch der erfolgreiche Sänger Jensen auf. Laura war früher mit Jensen verlobt, aber dieser hatte Zweifel an der Verbindung und verließ sie vor der Hochzeit. Jensen bereut es, Laura vor einem Jahr sitzen gelassen zu haben und will sie zurückgewinnen. Laura versucht sich am Anfang gegen ihre unterdrückten Gefühle für Jensen zu wehren, muss aber zugeben, dass sie ihn immer noch liebt. Sie erfährt, dass sie den Job fürs Catering nur aufgrund von Jensens Empfehlung erhalten hat. Es kommt zu einer Aussprache in der Küche. Sie gibt ihm eine zweite Chance, als er seine geplante Tour ihretwegen absagen möchte.
Ingrid, eine schüchterne Angestellte der Plattenfirma, versucht endlich ihre guten Vorsätze in die Tat umzusetzen. Dabei soll ihr der junge Fahrradkurier Paul helfen, dem sie im Gegenzug Eintrittskarten für die angesagte Silvesterfeier des Plattenlabels verspricht. Ingrid erfüllt mit Paul all ihre guten Vorsätze für das neue Jahr an einem Abend. Paul bekommt nach gelungener Arbeit die Tickets für die begehrte Silvesterparty. Er küsst Ingrid, um auch den letzten Punkt auf ihrer Liste zu erfüllen. Da er Randy das zweite Ticket nicht geben kann, geht er mit Ingrid auf die Party.
Derweil liegt Stan Harris in einem Krankenhaus in der Nähe des Times Square im Sterben und äußert seinen letzten Wunsch. Er möchte auf dem Dach des Krankenhauses den Balldrop sehen und so ein letztes Mal den Jahreswechsel am Times Square miterleben. Die Krankenschwester Aimee steht ihm während ihrer Nachtschicht bei. Claire ist die Tochter von Harris und besucht ihn zum letzten Mal im Krankenhaus. Sie bringt ihn unbemerkt aus dem Krankenhaus, um ihm auf dem Dach des Hauses den Balldrop zu zeigen. Beide legen ihren langjährigen Streit auf Eis. Schwester Aimee skypt inzwischen mit ihrem Freund, der als Soldat im Ausland stationiert ist. Mehr bleibt den beiden an Silvester leider nicht.
Der Silvester-Muffel Randy bleibt mit der Backgroundsängerin Elise im Fahrstuhl stecken, weswegen sie ihren Auftritt als Backgroundsängerin bei Jensen zu verpassen droht. Sie sitzen stundenlang im Fahrstuhl fest. Elise bringt Randy dazu, eine eigene kleine Party zu feiern, wobei es fast zu einem Kuss kommt. Dieser wird jedoch unterbrochen, als sich der Fahrstuhl wieder in Bewegung setzt. Elise vergisst ihr Balance-Armband im Aufzug. Randy bringt es ihr zum Times Square und bekommt zum Dank den ersehnten Kuss. Da Jensen seinen Auftritt auf dem Time Square absagt, bekommt Elise die Gelegenheit zu ihrem eigenen Auftritt.
Die Familie Schwab und die Familie Byrne liefern sich auf der Entbindungsstation ein Wettrennen um die erste Geburt des Jahres in New York, für die eine Prämie von 25.000 Dollar ausgeschrieben ist. Obwohl die Byrnes ihr Baby zuerst bekommen, überlassen sie den Schwabs die Prämie, indem sie die Geburtszeit ihres Kindes nach hinten datieren.
Kim versucht, ihre Tochter Hailey zu finden. Diese hat gegen den Willen ihrer Mutter am Silvesterabend die Wohnung verlassen, um ihrem Schwarm Seth den ersten Kuss des neuen Jahres zu geben. Hailey sieht, dass ihr Schwarm eine Andere küsst und fällt weinend in die Arme ihrer Mutter. Seth klärt die Situation als Versehen auf und küsst Hailey.
Sam muss eine Rede auf der Feier halten und bleibt auf dem Weg dahin mit dem Auto liegen. Da an Silvester alle Werkstätten geschlossen haben, befürchtet er, nicht mehr rechtzeitig dort einzutreffen. Die Familie eines Abschleppunternehmers hilft ihm dabei, nach New York zu kommen. Sam kommt doch noch rechtzeitig zu der Feier und hält eine kurze aber emotionale Rede. Er möchte anschließend die geheimnisvolle Schönheit vom letzten Silvesterabend wieder treffen; es ist Kim, die Mutter von Hailey. Um Mitternacht ist er am Treffpunkt, um Kim zu sehen, die jedoch nicht da ist. Gerade als er wieder gehen will, kommt eine Kutsche angefahren, aus der Kim aussteigt. Glücklich über das Wiedersehen, fallen sich beide mit einem Kuss in die Arme.

## Kritik
Die Bewertungen amerikanischer Kritiker fielen äußerst negativ aus. Metacritic weist, basierend auf 30 Kritiken, eine Durchschnittsbewertung von 22 von 100 Punkten auf und stuft das Kritikerecho als „Generally unfavorable“ ein. Der Kritik-Aggregator Rotten Tomatoes weist auf Basis von 142 Kritiken sogar nur eine Bewertung von 7 % aus.
Roger Ebert bemängelte neben der exzessiven Produktplatzierung für Nivea-Hautcreme vor allem, dass es für die knapp zwei dutzend Stars im Film rein gar nichts Interessantes zu tun gäbe:

„New Year’s Eve is a dreary plod through the sands of time until finally the last grain has trickled through the hourglass of cinematic sludge. How is it possible to assemble more than two dozen stars in a movie and find nothing interesting for any of them to do?“

„Happy New Year ist ein öder Trott durch den Sand der Zeit, bis endlich das letzte Korn filmischen Schlamms durch die Sanduhr rinnt. Wie ist es möglich, zwei Dutzend Stars in einem Film zu versammeln und nichts Interessantes für sie zu tun zu finden?“

Etwas positiver sah Owen Gleiberman, Kritiker der Entertainment Weekly, den Film. Er vergab die Note B- und urteilte:

„„New Year’s Eve“ is dunderheaded kitsch, but it’s the kind of marzipan movie that can sweetly soak up a holiday evening.“

„Happy New Year ist schwachsinniger Kitsch, aber es ist die Art von Marzipanfilm, das einem einen Ferienabend versüßen kann“

Deutsche Kritiker bewerteten den Film positiver. Die Qualität der einzelnen Episoden sei sehr unterschiedlich und der Film insgesamt sehr seicht, aber letztlich trotzdem kurzweilig:

„„Happy New Year“ ist eine Silvester-Komödie vom Reißbrett ganz nach dem Muster seines Vorgängers „Valentinstag“. Die einzelnen Episoden des stargespickten Ensemblefilms sind von sehr unterschiedlicher Qualität, einzelne Höhepunkte entschädigen für Misslungenes und das Ganze bleibt dank des großen Abwechslungsreichtums stets kurzweilig.“

„Garry Marshall gelingt es fast mühelos, die verschiedenen Episoden miteinander zu verweben. Doch gemessen daran, dass in keiner anderen Nacht des Jahres Erwartungen und Enttäuschungen so nah beieinander liegen, wirkt der Film doch erstaunlich seicht.“

## Auszeichnungen
Der Film war 2012 für eine Goldene Himbeere in den Kategorien Schlechtester Film, Schlechteste Regie, Schlechtestes Drehbuch, Schlechteste Schauspielerin (Sarah Jessica Parker) und Schlechtestes Ensemble nominiert. Die Alliance of Women Film Journalists vergab den Spottpreis „Schauspielerinnen, die unbedingt einen neuen Agenten brauchen“ an alle Darstellerinnen des Films.
Bei den BET Awards 2012 war der Rapper Common als Bester Darsteller nominiert.
Bei den Teen Choice Awards war Lea Michele in der Kategorie Choice Movie Scene Stealer nominiert.
Die Deutsche Film- und Medienbewertung FBW in Wiesbaden verlieh dem Film das Prädikat wertvoll.